# Бельтран, Вашингтон
Хорхе Вашингтон Бельтран Мульин (исп. Jorge Washington Beltrán Mullin; 6 апреля 1914, Монтевидео, Уругвай — 19 февраля 2003, там же) — уругвайский государственный деятель, председатель Национального Совета Правительства Уругвая (1965—1966).

## Биография
Родился в семье известного общественного и политического деятеля Вашингтона Бельтрана Барбата, убитого в 1920 г. на дуэли с Хосе Батлье-и-Ордоньесом. Окончил факультет права и социальных наук Республиканского университета.
С 1939 г. — входит в штат газеты El Pais, в 1949 г. был назначен заместителем директора .
- 1943—1958 гг. — неоднократно избирался членом Палаты депутатов от Национальной партии. Позже он основал группу «Reconstrucción Blanca» (список 400), став в результате независимым депутатом, затем организовал группу Unión Blanca Democrática в рамках Национальной партии,
- 1958—1963 гг. — сенатор,
- 1963—1967 гг. — член, в 1965—1966 гг. — председатель Национального Совета Правительства Уругвая. Был убежденным противником роста политического влияния генерала Марио Агуэррондо. В мае 1965 года Уругвай стал первой страной в мире признавшей геноцид армян. С того времени парламент страны неизменно поддерживает различные резолюции в защиту армян.
- 1967—1971 гг. — сенатор. В первые годы поддерживал администрацию президента Бордаберри.

Ушел из политической жизни страны после государственного переворота 1973 г. Был убежденным противником военного режима, его журналистская деятельность в El País оказалась под запретом после принятия в 1976 г. институционального Закона № 4, отграничивавшего политические свободы.
С 1985 г., после окончания правления военных, вернулся к активной общественной жизни, публиковал статьи на общественно-политические темы. к
В 1987—1990 гг. — Чрезвычайный и Полномочный Посол в Ватикане, в 1990 г. был назначен секретарем совета консультантов («Reflection Group») Организации Американских государств (ОАГ).
Также являлся членом Совета директоров Межамериканской ассоциации прессы (IAPA) .